# Готвили
Готви́ли (Отви́ли) (фр. de Hauteville, итал. D'Altavilla) — династия нормандского происхождения, правившая в Сицилийском королевстве до 1194 года.

## История

### Происхождение
Родоначальником дома является Танкред де Готвиль (до 990—1041), владелец небольшого замка Готвиль-ла-Гишар, располагавшегося в районе Кутанса на полуострове Котантен в Нормандском герцогстве. О нём известно очень мало. По словам монаха-хрониста XI века Гоффредо Малатерра, он являлся внуком или правнуком викинга по имени Хьяльт (Hialtt), прибывшего в Нормандию вместе с Роллоном, первым герцогом Нормандии. Под его властью была армия в 10 рыцарей. Герцог Ричард I последовательно выдал за него замуж двух своих дочерей. От этих двух браков Танкред имел многочисленное потомство — 12 сыновей и как минимум одну дочь. Поскольку отцовские владения были малы и делить их между сыновьями возможности не было, то многие его сыновья отправились добывать себе владения в других местах.

### Готвили в Южной Италии и Сицилии
В 1035 году в Южную Италию отправились 3 старших сына. Вильгельм (Гильом) Железная Рука (ум.1046), стал в сентябре 1042 года предводителем нормандцев в Апулии, но потомства он не оставил. Второй сын, Дрого (до 1008 — август 1051) сменил Вильгельма на посту графа. Он женился на дочери Гвемара IV, князя Салерно. Его сын, Ричард (до 1045 — после 1108) унаследовал от него графства Мельфи и Апулию. После гибели Дрого титул графа перешел к третьему сыну Танкреда, Онфруа (Хэмфри) (ум. август 1057). Позже в Италии появились 4-й сын, Жоффруа (Готфрид) (ум.1063), а также 2 сына Танкреда от второго брака, Роберт Гвискар (1016 — 17 июля 1085), ставший герцогом Апулии и Калабрии, и Рожер I Боссо (1031 — 22 июня 1101), завоевавший Сицилию. Потомки Роберта Гвискара правили в Апулии и Калабрии до 1127 года. А сын Рожера I, Рожер II (22 декабря 1095 — 26 февраля 1154), в 1130 году основал Сицилийское королевство, в котором его потомки (Вильгельм I Злой, Вильгельм II Добрый, Танкред, Вильгельм III) правили до 1194 года.

### Готвили в Иерусалимском королевстве
Некоторые представители рода приняли участие в Первом Крестовом походе. Наиболее известен старший сын Роберта Гвискара, Боэмунд I Тарентский (ок.1054 — 1111), основавший в 1098 году княжество Антиохия. Эта ветвь угасла в 1130 году со смертью его сына Боэмунда II.

### Готвили в Нормандии
После смерти Танкреда де Готвиля в 1041 году его владения унаследовали 4-й и 5-й сыновья от первого брака, Жоффруа (Готфрид) (ум.1063) и Серло I. Жоффруа позже отправился в Италию, но у него осталось 3 сына. Они вначале последовали за отцом, но позже как минимум один из них вернулся в Нормандию.

### Английская ветвь Готвилей
Один из сыновей Жоффруа, Рауль де Кантазаро, в 1066 году последовал за Вильгельмом Завоевателем на завоевание Англии. Он участвовал в битве при Гастингсе. До 1086 года он получил баронство в Уилтшире, став родоначальником английской линии.

## Генеалогия
Танкред де Готвиль (ок.990—1041), сеньор де Готвиль; 1-я жена: с ок.1020 Мориелла (ок.990—ок.1025), незаконная дочь Ричарда I, герцога Нормандии; 2-я жена: Фразенда (ок.995—ок.1057), дочь Ричарда I, герцога Нормандии, и Гуннор де Крепон
- (от 1 бр.) Вильгельм (Гильом) Железная Рука (ум.1046), граф Апулии с 1042; жена: Гетельгрима, дочь Ги, герцога Сорренто
- (от 1 бр.) Дрого (до 1008 — август 1051), сеньор Венозы с 1042, граф Мельфи и Апулии с 1046; жена: Альтруда, дочь Гвемара IV, князя Салерно
  - Ричард (до 1045 — после 1108), сеньор Венозы, граф Мельфи и Апулии
- (от 1 бр.) Онфруа (Хэмфри) (ум. август 1057), граф Мельфи и Апулии с 1051; жена: Альтруда де Сорренто
  - Абеляр (после 1044 — апрель 1081)
  - Герман (ум.1097), граф Канн в Апулии
- (от 1 бр.) Жоффруа (Готфрид) (ум.1063), сеньор де Готвиль 1041—1053/1056, граф Капитаната с 1059; 1-я жена: N из Нормандии; 2-я жена: Феодора де Капаччо, племянница Гвемара IV, князя Салерно
  - (от 1 бр.) Роберт де Лорителло
  - (от 1 бр.) Рауль де Кантазаро, барон в Уилтшире, родоначальник английской линии Готвилей
  - (от 1 бр.) Вильгельм (Гильом) ди Тириоло
  - (от 2 бр.) Танкред (ум. после 1104)
- (от 1 бр.) Серло I, сеньор де Готвиль с 1041
  - Серло II (1030—1072)
- (от 2 бр.) Роберт Гвискар (1016 — 17 июля 1085), граф Апулии с 1057, герцог Апулии, Калабрии и Сицилии с 1059; 1-я жена: Альберада из Буональберго; 2-я жена: Сишельгаита Салернская (до 1041 — 27 марта 1090) дочь Гвемара IV, князя Салерно
  - (от 1 бр.) Боэмунд I Таррентский (ок.1054 — 1111), князь Антиохии с 1098; жена: с 1106 Констанция (1078—1126?), дочь Филиппа I, короля Франции
    - Боэмунд II (ум.1130), князь Антиохии с 1111; жена: Алиса, дочь Балдуина II, короля Иерусалима
      - Констанция (1127—1163), княгиня Антиохии с 1130; 1-й муж: с 1136 Раймунд де Пуатье (ум.1149), князь Антиохии с 1136; 2-й муж: с 1153 Рено де Шатильон (1120—1187), князь Антиохии 1153—1160

  - (от 2 бр.) Рожер Борса (после 1058 — 22 февраля 1111), герцог Апулии, Калабрии и Сицилии с 1085; жена: с 1092 Адела Фландрская (ум. после 1115), регентша герцогств Апулии, Калабрии и Сицилии в 1111—1115, дочь Роберта I, графа Фландрии
    - Вильгельм (Гильом) (до 1095 — июль 1127), герцог Апулии, Калабрии и Сицилии с 1111

  - (от 2 бр.) Ги (ум.1107), герцог Амальфи
  - (от 2 бр.) Эмма; муж: Эд Бонмарши
    - Танкред (до 1075—1112), князь Галилеи и Тивериады 1099—1101, 1109—1112, регент княжества Антиохия 1100—1103, 1104—1112; жена: Сесилия (1097 — после 1145), дочь Филиппа I, короля Франции
    - дочь; муж: Ричард (до 1045 — после 1108), князь Салерно

  - (от 2 бр.) Роберт Скалио (1068/1070 — апрель 1110)
  - (от 2 бр.) Вильгельм (Гильом)
  - (от 2 бр.) Эрия; муж: Гуго V (ум.1097), граф дю Мэн 1069—1093
  - (от 2 бр.) Сибилла; муж: Эбль II (ум.1103), граф де Руси с 1063
  - (от 2 бр.) Матильда; 1-й муж: с 1078 Раймон Беренгер II (1053—1082), граф Барселоны с 1076; с 1083 Эймери I (ум.1105), виконт де Нарбонн с 1077
- (от 2 бр.) Можер (1020—1057), граф Капитаната с 1056
- (от 2 бр.) Вильгельм (Гильом) (ок.1027 — 1080); жена: с 1059 Мария де Соррент
  - Ричард (ок. 1060—1114), князь Салерно, регент Эдессы 1104—1108; жена: сестра Танкреда Тарентского, регента Антиохии
    - Рожер (ум.1119), князь Салерно, регент Антиохии с 1112; жена: Одиерна, дочь Гуго I, графа Ретеля
    - Мария; муж: Жослен I де Куртене (ум.1131), граф Эдессы с 1118
- (от 2 бр.) Альваред (Обри)
- (от 2 бр.) Гумберт (Умберт)
- (от 2 бр.) Танкред
- (от 2 бр.) Фредезенда; муж: Ричард I (ум.1078), граф Аверсы с 1049, князь Капуи с 1058, сеньор Гаэты с 1059
- (от 2 бр.) Рожер I Боссо (1031 — 22 июня 1101), граф Сицилии с 1072; 1-я жена: Юдифь д'Эврё; 2-я жена: Эрамберж де Мортен; 3-я жена: Аделаида Савонская
  - (от 1 бр.) Матильда (1062—1094); муж: с 1080 Раймунд IV де Сен-Жиль (1042 — 28 февраля 1105), граф Тулузы с 1088, маркиз Прованса, граф Триполи с 1102
  - (от 1 бр.) Эмма; была помолвлена с Филиппом I Французским; затем замужем за Родольфо де Монтескальозо
  - (от 2 бр.) Фелисия; муж: с 1097 Кальман (1070 — 3 февраля 1116), король Венгрии с 1095
  - (от 2 бр.) Констанция; муж: Конрад Франконский
  - (от 2 бр.) Сибилла; муж: Роберт Бургундский, регент Сицилии (некоторыми исследователями опровергается)
  - (от 2 бр.) Годфри — граф Рагузы, отстранён от престолонаследия из-за болезни
  - (незак.) Жордан (умер в 1092 году) — граф Сиракуз и Ното
  - (от 3 бр.) Симон (1091/1093 — 1105), граф Сицилии с 1101
  - (от 3 бр.) Рожер II (22 декабря 1095 — 26 февраля 1154), граф Сицилии с 1105, герцог Апулии с 1127, король Сицилии с 1130; 1-я жена: с ок. 1118 Эльвира (1100—1135), дочь Альфонса VI Кастильского; 2-я жена: с 1149 Сибилла (1126—1150), дочь Гуго II, герцога Бургундии; 3-я жена: с 1151 Беатриса де Ретель (1135—1185), внучатая племянница Балдуина II, короля Иерусалимского
    - (от 1 бр.) Рожер (1121—1148), герцог Апулии, наместник отца на континенте; жена: Изабелла, дочь Тибо II, графа Шампани; наложница: Эмма ди Лечче, дочь Ашарда II, графа ди Лечче[англ.]
      - (незак.) Танкред ди Лечче (1135—1194), граф ди Лечче, король Сицилии с 1190; жена: Сибилла Ачерра, сестра графа Ришара Ачерра.
        - Рожер (ум. 24 декабря 1193) — герцог Апулии, коронован в 1193 году как соправитель отца; жена: с 1193 Ирина (1172—1208), дочь императора Византии Исаака II Ангела
        - Вильгельм III (1185 — около 1198) — король Сицилии в феврале — ноябре 1194 года, затем граф ди Лечче и князь Таранто
        - Мария Альбина; 1-й муж: с 1198 Готье III де Бриенн (ум.1305), граф де Бриенн с 1191, титулярный король Сицилии; 2-й муж: Джакомо ди Сан-Северино, граф ди Трикарко; 3-й муж: Тигрини Гвиди, граф Модильяны
        - Констанца; муж: Пьетро Дзиани (ум.1229), 42-й дож Венеции с 1205
        - Медания
        - Вальдрада; муж: Якопо Тьеполо (ум.1229), 43-й дож Венеции с 1229

    - (от 1 бр.) Танкред (ум. между 1139 и 1143), князь Бари
    - (от 1 бр.) Альфонсо (ум. 1144), князь Капуи и герцог Неаполя
    - (от 1 бр.) Вильгельм I Злой (1126—1166), король Сицилии (с 1154 г.); жена: с ок. 1150 Маргарита Наваррская (ум. 1182), дочь Гарсии VI Восстановителя, короля Наварры
      - Рожер (1152-11 марта 1161), герцог Апулии
      - Вильгельм II Добрый (1154-18 ноября 1189), король Сицилийского королевства с 1166 г; жена: с 13 февраля 1177 Иоанна (1165 — 4 сентября 1199), дочь Генриха II Плантагенета, короля Англии
      - Генрих (1159—1171), князь Капуи
      - (незак.) Марина; муж: Маргарит из Бриндизи, адмирал

    - (от 1 бр.) Генрих (ум. в детстве)
    - (от 3 бр.) Констанция (1154—1198); муж: с 1186 Генрих VI (1165 — сентябрь 1197), император Священной Римской империи с 1189, король Сицилии с 1194